# Anna Akhmatova
Pour les articles homonymes, voir Akhmatova (homonymie).
Anna Akhmatova (en russe : Анна Ахматова), nom de plume d'Anna Andreïevna Gorenko (en russe : Анна Андреевна Горенко, /ˈanːə ɐnˈdrʲe(j)ɪvnə ɡɐˈrʲɛnkə/ ), née le 11 juin 1889 (23 juin dans le calendrier grégorien) à Odessa et morte le 5 mars 1966 à Moscou, est une des plus importantes poétesses russes du XXème siècle.
L'œuvre d'Anna Akhmatova, égérie du mouvement poétique des acméistes, surnommée la « reine de la Neva » ou « l'Âme de l'Âge d'Argent », comprend aussi bien de petits poèmes lyriques, genre qu'elle contribue à renouveler, que de grandes compositions poétiques, comme Requiem, son sombre chef-d'œuvre sur la terreur stalinienne. Les thèmes récurrents de ses écrits sont le temps qui passe, les souvenirs, le destin de la femme créatrice et les difficultés pour vivre et pour écrire dans l'ombre du stalinisme.

## Biographie

### Jeunesse

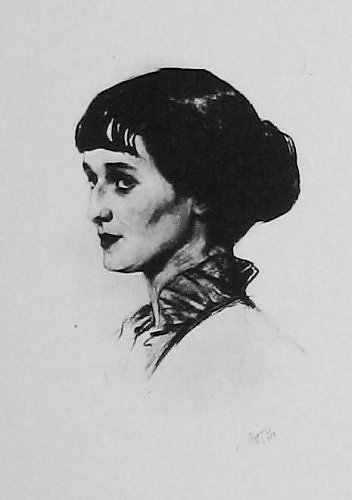
Anna Akhmatova en 1914.

Akhmatova est née à Bolchoï Fontan le 11 juin 1889, près d'Odessa, troisième des six enfants d'un père ingénieur de marine. En 1890, la famille s'installe à Tsarskoïe Selo, où Anna reste jusqu'à l'âge de 16 ans. Elle grandit dans un milieu aisé, apprend très tôt le français à Tsarskoïe Selo. Elle écrit de la poésie dès l'âge de onze ans, inspirée par ses poètes favoris : Ievgueni Baratynski et Alexandre Pouchkine. Son père craignant pour la réputation de son nom de famille, elle prend le pseudonyme d'Anna Akhmatova, du nom d'origine tatare de sa grand-mère.
Après la séparation de ses parents en 1905, elle vit avec sa mère et ses frères et sœurs. Elle a comme professeur de philosophie Gustav Speth en classe de terminale au lycée de jeunes filles Foundoukleïeva de Kiev, puis elle entreprend des études de droit dans une école pour filles de la bonne société à Kiev. Au cours de ses études, elle rencontre le poète Nikolaï Goumilev, qu'elle finit par épouser en 1910, après qu'il lui a fait une cour assidue. Le couple passe son voyage de noces à Paris, après quoi Nikolaï délaisse sa jeune épouse pour voyager en Afrique. Pendant deux ans, Anna voyage dans le nord de l'Italie et à Paris, où elle rencontre entre autres Amedeo Modigliani — ses dessins de la poétesse sont depuis devenus célèbres. Ils visitent ensemble le Louvre à l'été 1911. Il lui offre seize portraits d'elle, lui demandant de les encadrer et de les accrocher dans sa chambre. Ils seront ensuite perdus à Tsarskoïe Selo pendant la première révolution, excepté un. Elle assiste aux premiers succès de la tournée des Ballets russes en Europe occidentale. De ces voyages, elle reste profondément marquée par l'architecture de l'Italie. De son mariage avec Goumilev, elle a un fils, Lev Goumilev, qui devient un des historiens russes parmi les plus importants, fondateur du « néo-eurasisme ».

### «L'Âge d'Argent»

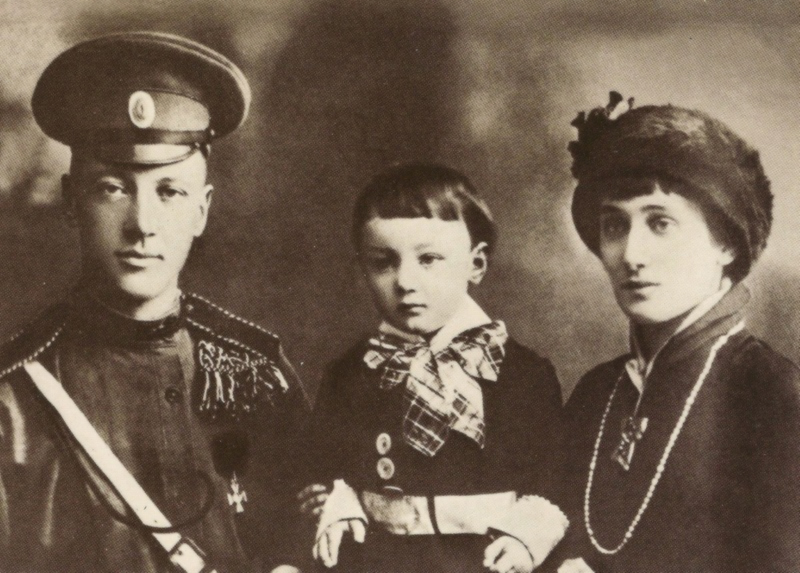
Nikolaï Goumilev et Anna Akhmatova, en 1916, avec leur fils, Lev Goumilev.

Akhmatova, Ossip Mandelstam et Goumilev, qui a fondé le mouvement, deviennent les animateurs de l'acméisme, qui rompt avec le symbolisme, en privilégiant la simplicité et la concision dans la langue. Ils sont bientôt rejoints par d'autres auteurs. Contrairement aux réunions ésotériques des symbolistes, les réunions des acméïstes ressemblent à des séminaires et l'on y essaie de nouvelles techniques d'écriture. Anna Akhmatova puise son inspiration non seulement chez Pouchkine, mais aussi chez Annenski, un précurseur de l'acméisme, chez Verlaine ou chez le jeune Maïakovski.
Après avoir repris des études de littérature à Saint-Pétersbourg, elle publie son premier recueil intitulé Le Soir en 1912 qui connaît un grand succès. Avant que le recueil suivant, Le Rosaire, paraisse en 1914, des milliers de femmes s'étaient mises à composer des poèmes à la manière d'Anna Akhmatova. Ses premières œuvres décrivent habituellement un homme et une femme impliqués dans les moments les plus intenses et les plus ambigus de leurs rapports. De telles pièces ont été beaucoup imitées et plus tard parodiées, par Vladimir Nabokov et d'autres. Cette réussite a poussé Akhmatova à s'exclamer : « J'ai appris à nos femmes comment parler, mais je ne sais pas comment les faire taire. »
Elle se lie d'amitié avec de nombreux artistes de l'époque, tels qu'Alexandre Blok et Boris Anrep. Ses manières aristocratiques et sa rigueur artistique l'ont fait apprécier des acméistes, qui l'honorent des titres de « Reine de la Neva » et d'« Âme de l'Âge d'Argent », l'Âge d'Argent étant le nom sous lequel sera connue cette période dans l'histoire de la poésie russe. Plusieurs décennies plus tard, Anna se rappelle cette période bénie de sa vie dans la plus longue de ses œuvres, le Poème sans héros (1940-65), inspiré par l'Eugène Onéguine de Pouchkine.

### Les Années noires
Le recueil suivant La Foule blanche paraît en 1917, mais sa diffusion souffre des événements de l'époque. En 1918, elle divorce de Goumilev pour se remarier avec l’assyriologue Vladimir Chileïko (1891-1930), dont elle se sépare en 1921, puis vit jusqu'en 1938 avec l'historien et critique d'art Nikolaï Pounine. Elle refuse par la suite les propositions d'union de Boris Pasternak.
Les nouvelles autorités jugeant ses travaux « socialement trop peu pertinents », Akhmatova est condamnée comme élément bourgeois et sa poésie interdite de publication dès 1922 et pour plus de trente ans. Akhmatova gagne difficilement sa vie en traduisant Victor Hugo, Rabindranath Tagore ou Giacomo Leopardi, et en éditant des essais, y compris quelques essais brillants sur Pouchkine dans des revues spécialisées. Néanmoins, ses œuvres ne cessent jamais de circuler sous le manteau.
Nikolaï Goumilev, qui n'avait jamais fait mystère de son anti-communisme, est arrêté par la Tchéka sous prétexte qu'il était monarchiste, dans ce qui constitue, pour beaucoup d'historiens, la première affaire montée de toutes pièces par les services secrets des soviets, la conspiration de Tagantsev. Il sera fusillé en août 1921. Tous les amis et proches d'Akhmatova qui n'ont pas émigré sont réprimés, déportés ou exécutés. Nikolaï Pounine est arrêté en 1935 et meurt dans les camps staliniens en 1953. Son fils est arrêté pour la première fois et déporté en 1938. Akhmatova refusera toujours d'émigrer, considérant que ce serait une trahison envers sa langue et sa culture.
La Grande Guerre patriotique permet de voir ses œuvres à nouveau publiées : en 1940, elle devient membre de l’Union des écrivains soviétiques et ses poésies paraissent mensuellement dans la revue Zvezda (L'Étoile). Elle témoigne du siège de Léningrad. Son poème Courage est publié en 1942 à la une de la Pravda. Mais, dès la fin du conflit, victime du jdanovisme artistique, elle est radiée de l'Union des écrivains en 1946 pour « érotisme, mysticisme et indifférence politique » et n'arrive plus à publier officiellement. À son sujet, Andreï Jdanov écrit qu'elle est « une nonne ou une putain, ou plutôt à la fois une nonne et une putain qui marie l'indécence à la prière ».
Cependant, ses poésies ne cessent jamais de se diffuser de manière clandestine par le bouche à oreille et dans les samizdats. Pour Requiem, elle établit un rituel avec son amie Lydia Tchoukovskaïa : sans dire un mot pour ne pas attirer d'oreilles inopportunes, elle griffonne ses vers sur un papier, les tend à Lydia qui les mémorise immédiatement par coeur, puis brûle le poème à la flamme d'une allumette au-dessus d'un cendrier. Lydia récite ensuite les poèmes à son entourage, charge à ses amis de les mémoriser et de les répéter à leur tour pour faire vivre l'oeuvre d'Akhmatova. Quelques poésies à la gloire de Staline paraissent dans l'hebdomadaire Ogoniok dans les années 1950, composées pour gagner la libération de son fils, exilé en Sibérie. Lev, qui s'est battu dans l'armée de l'air durant la guerre, a en effet été de nouveau arrêté en 1949 et condamné à quinze ans de travail forcé. Il est libéré en 1956.

### Lente réhabilitation

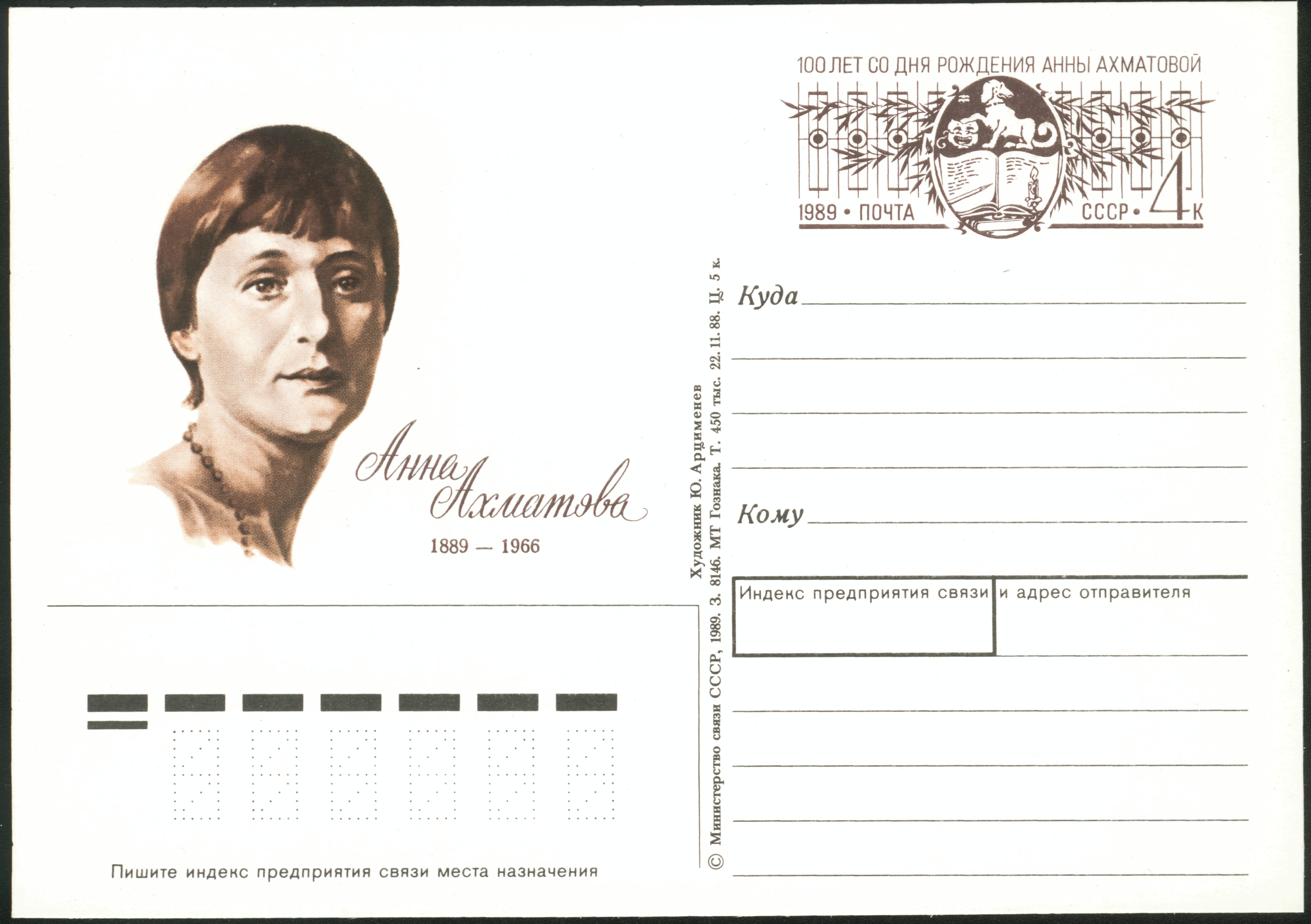
Carte postale avec cachet original de l'URSS, à son effigie (1989).

Après la mort de Staline, en mars 1953, Akhmatova est lentement réhabilitée et réapparaît progressivement sur la scène littéraire soviétique. Elle poursuit alors la composition de ses ouvrages les plus importants, Poèmes sans héros et Requiem, des œuvres en hommage aux victimes de la terreur stalinienne. Une édition censurée de son travail est éditée, qui fait l'impasse sur Requiem.
À la veille du troisième anniversaire de la mort de Staline, le 4 mars 1956, Akhmatova dit à son amie et confidente Lydia Tchoukovskaïa : « Staline est le plus grand bourreau que l'histoire ait jamais connu. Gengis Khan, Hitler sont des enfants de chœur à côté de lui ».
Quand le poète Robert Frost lui rend visite dans sa datcha en 1962, elle écrit : « J'ai tout eu : la pauvreté, les voies vers les prisons, la peur, les poèmes seulement retenus par cœur, et les poèmes brûlés. Et l'humiliation, et la peine. Et vous ne savez rien à ce sujet et ne pourriez pas le comprendre si je vous le racontais… ». En 1964, elle est autorisée à sortir d'URSS pour recevoir un prix de poésie de Taormine, et elle est faite docteur honoris causa de l'université d'Oxford. Elle reçoit deux nominations pour le Prix Nobel de littérature en 1965 et trois en 1966. Sa datcha de Komarovo est fréquentée par de jeunes poètes, dont Joseph Brodsky, qu'elle soutient et encourage. Il lui consacrera un essai dans son recueil Loin de Byzance. 
Morte à Domodiedovo, près de Moscou, en 1966, elle ne verra pas la publication intégrale d'une œuvre parue en 1986 à Moscou.
Elle est enterrée dans la petite station balnéaire de Komarovo, près de Léningrad (Saint-Pétersbourg).

## Œuvre

### Publications originales
- (ru) Вечер (Le soir),‎ 1912 (lire en ligne)
- (ru) Чётки (Le rosaire),‎ 1914-1923 (lire en ligne) — 9 éditions.
- (ru) Белая стая (Foule blanche),‎ 1917, 1918, 1922 (lire en ligne)
- (ru) Подорожник (Le plantain),‎ 1921 (lire en ligne).
- (ru) Anno Domini MCMXXI, 1922 (lire en ligne)
- (ru) Из шести книг, Léningrad,‎ 1940
- (ru) Избранное. Стихи., Ташкент,‎ 1943
- (ru) Стихотворения, Moscou, ГИХЛ,‎ 1958
- (ru) Стихотворения. 1909—1960, Moscou,‎ 1961
- (ru) Requiem (1935-40), Munich, 1963[10]
- (ru) Бег времени, Moscou-Léningrad,‎ 1965

### Compilations posthumes
- édition А. С. Крюков : (ru) Ахматова А. : Стихотворения и поэмы, Voronej,‎ 1990, 543 p..
- édition М. М. Кралин : (ru) Ахматова А. Сочинения, Moscou, Правда,‎ 1990, 2 tomes — 448 et 432 pages.
- édition Н. В. Королёвой : (ru) Ахматова А. Собрание сочинений, Moscou, Эллис Лак,‎ 1998—2002 - 6 tomes.

### Traductions disponibles en français
- (ru + fr) Requiem (trad. Paul Valet), Éditions de Minuit, 1966, 45 p.
- (ru + fr) Requiem (trad. Sophie Benech), Éditions Interférence, 2005

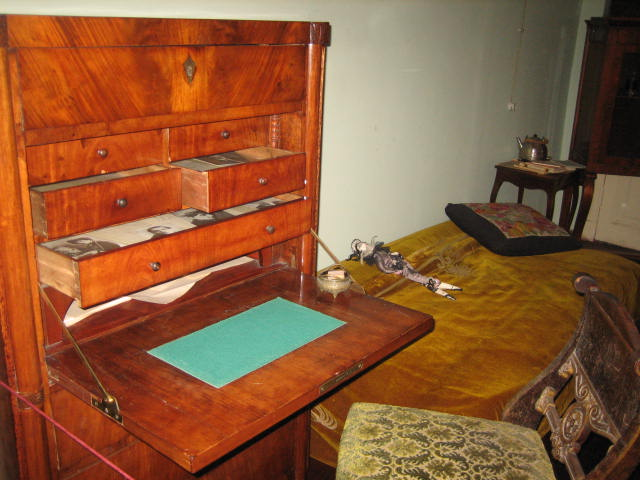
Secrétaire de la poétesse, dans son appartement.

- Le poème sans héros, la Librairie des cinq continents, 1977 (illustrations de Dimitri Bouchène)
- Le poème sans héros (trad. Jeanne Rude), Seghers, 1970
- Anthologie, la Différence, coll. « Orphée », 1997
- En route par toute la terre, Alidade, 1995
- (ru + fr + br) Requiem, coédition Dana & An Treizher, 1997.
- Œuvres choisies en 2 volumes, Globe, 1998
- (ru + fr) Poèmes, Globe, 2000
- Le Vent de la guerre, La Lune au Zénith, Mort (trad. Christian Mouze), Harpo, 2003
- Requiem et autres poèmes, 1909-1963, Farrago, 2005, présentation, traduction et notes d'Henri Deluy - Cette édition contient aussi les poèmes d'Alexandre Blok, Ossip Mandelstam et Boris Pasternak dédiés à Akhmatova.
- Requiem, Poème sans héros et autres poèmes (trad. Jean-Louis Backès), Paris, Gallimard, coll. « Poésie/Gallimard », 2007, 382 p. (ISBN 978-2-07-033722-4)
- Auprès de la mer (trad. Christian Mouze), Harpo, 2009
- (ru + fr) L'Églantier fleurit, et autres poèmes (édition bilingue) (trad. Marion Graf et José-Flore Tappy, préf. Pierre Oster), éditions La Dogana, 2010 (ISBN 978-2-940055-65-4)
- Anna Akhmatova. Les Poésies d'amour. Choisies, traduites et présentées par Henri Abril. Circé, 2017, 144 pages.  (ISBN 2842424336) ). 104 poèmes de 1909 à 1965, dont nombreux inédits.

Il faut citer le numéro spécial de la Revue de Belles-Lettres Anna Akhmatova, Genève, Éditions Zoé, 1-3, 1996 : il contient des traductions inédites de 70 poèmes, deux études d'Akhmatova sur Alexandre Pouchkine, des études sur Anna Akhmatova et ses contemporains (Boris Pasternak, Ossip Mandelstam, Marina Tsvetaïeva), sur Akhmatova et Amedeo Modigliani, Akhmatova et Isaiah Berlin, Akhmatova et le formalisme russe, etc.

## Anna Akhmatova vue par les peintres
- Nus d'Anna Akhmatova par Modigliani, 1911, encre sur papier ; collection privée et musée Anna Akhmatova.
- Anna Akhmatova par Natan Altman, 1914, Musée Russe de Saint-Pétersbourg.
- Portrait par Nikolaï Tyrsa (ru), de 1928, Musée Russe de Saint-Pétersbourg.
- Portrait d'Anna Akhmatova par Kouzma Petrov-Vodkine, 1922, Musée Russe de Saint-Pétersbourg.

Portraits d'Anna Akhmatova par Nikolay Tyrsa
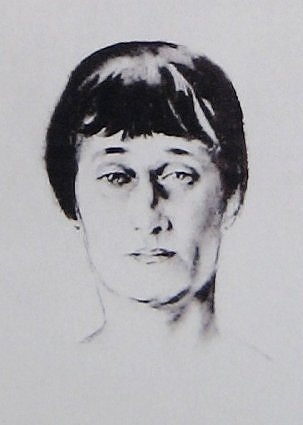
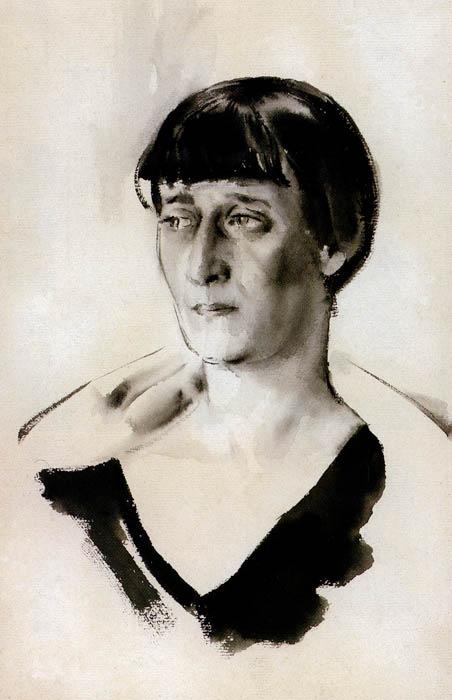
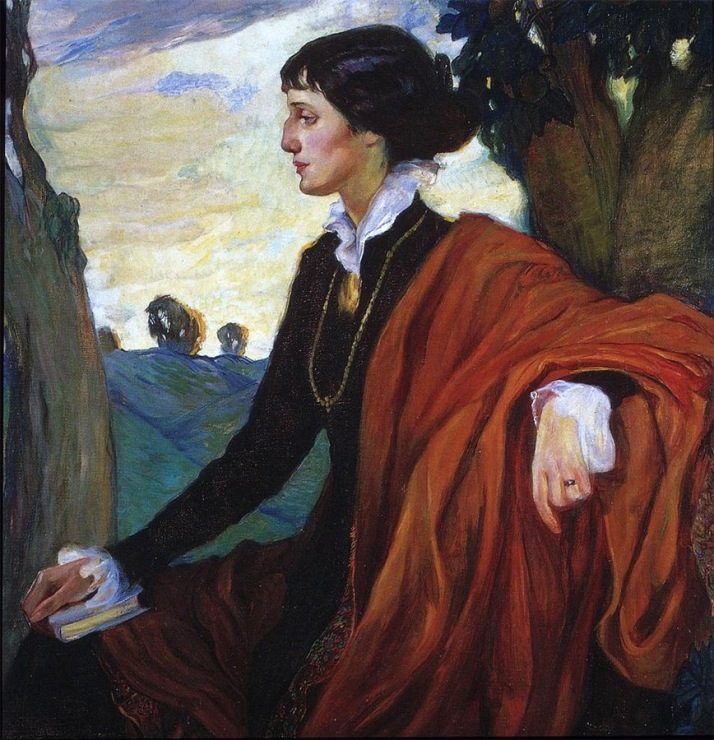
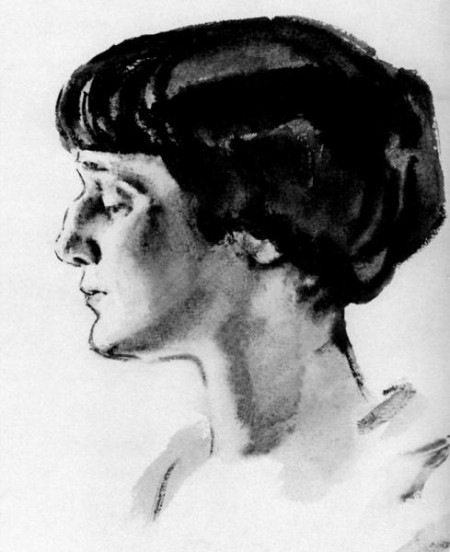
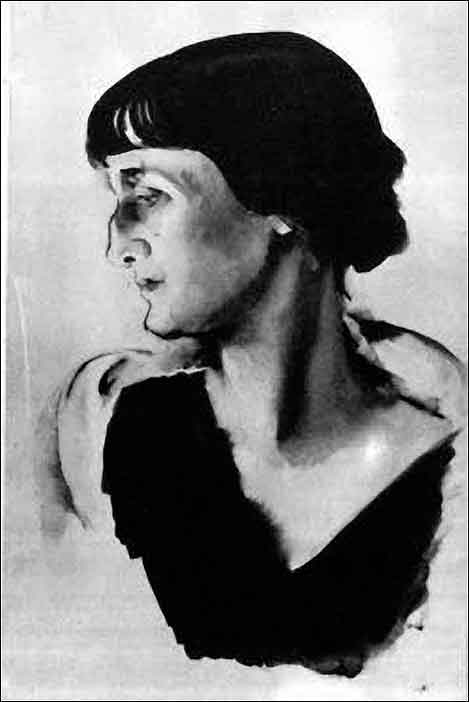
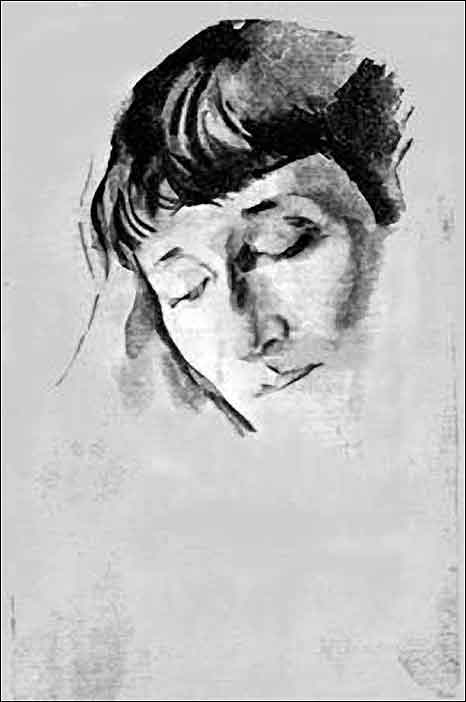

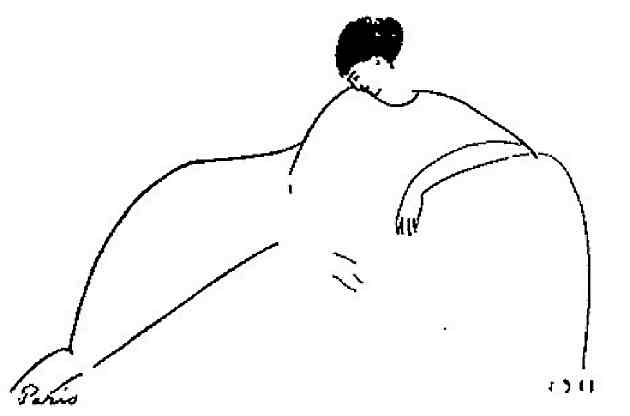
Dessin d'Anna Akhmatova par Modigliani (1911).
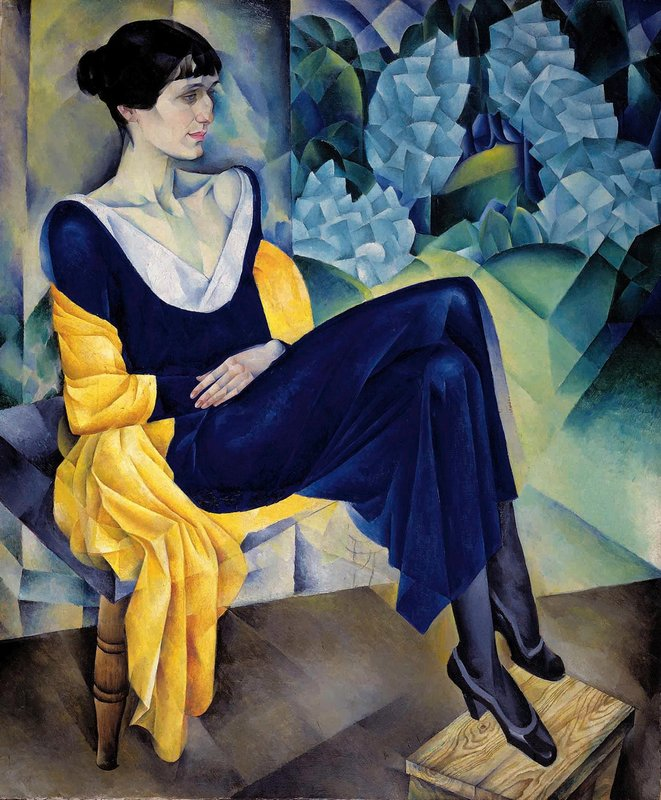
Anna Akhmatova, Natan Altman (1914).
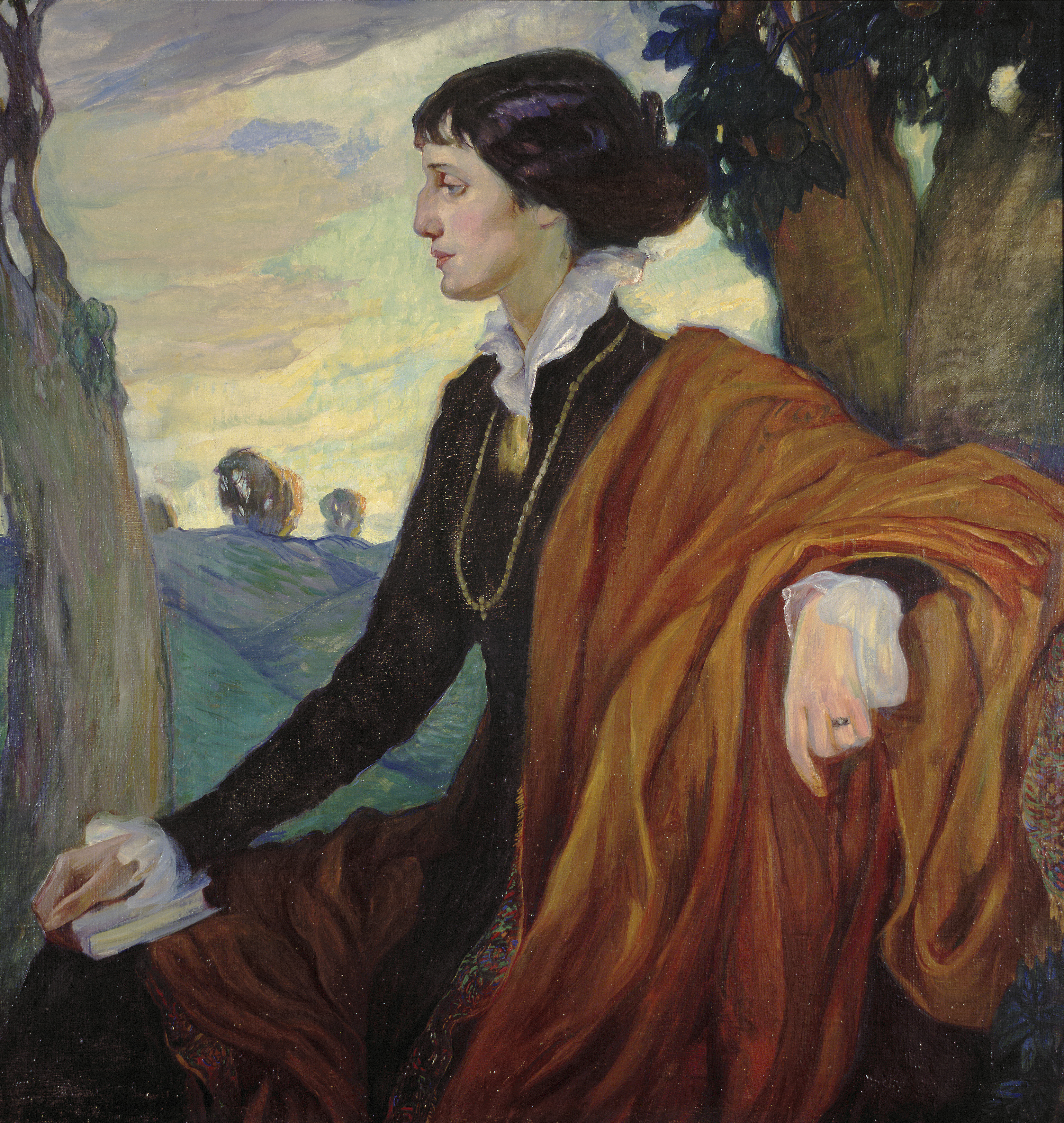
Anna Akhmatova, Olga Della-Vos-Kardovskaïa (1914).

## Postérité
Le 28 mars 2011 est créé, à l'Opéra Bastille, l'opéra en trois actes Akhmatova, dont la musique a été composée par Bruno Mantovani et le livret écrit par Christophe Ghristi,.
Le cratère vénusien Akhmatova a été nommé en son honneur. Il en est de même de (3067) Akhmatova, astéroïde de la ceinture principale d'astéroïdes, découvert le 14 octobre 1982 à Naoutchnyï par Lioudmila Jouravliova et Lioudmila Karatchkina.

## Hommages

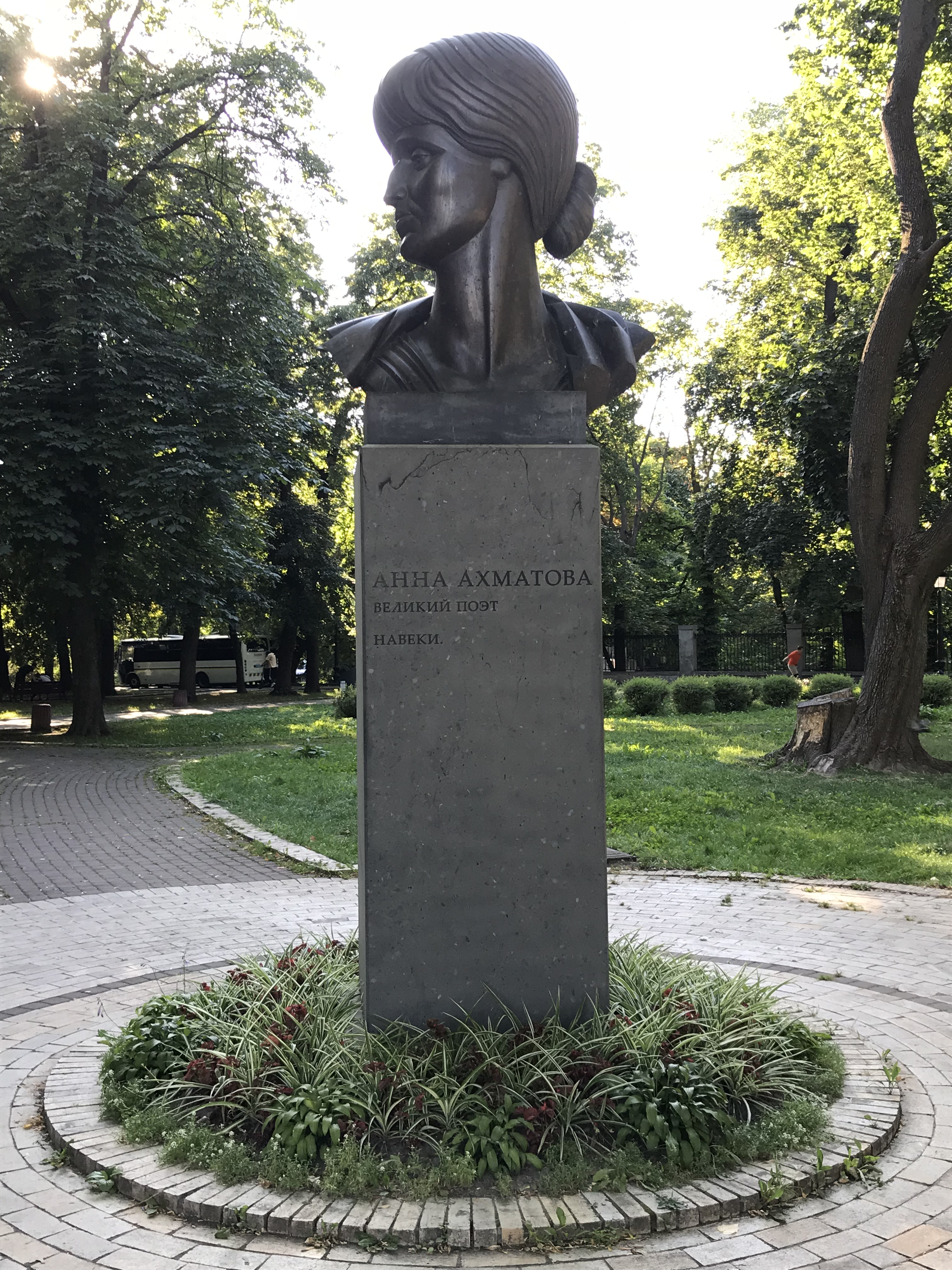
Son buste dans le parc Miskyi.

- Anna Akhmatova est le personnage central de la pièce The Woman in the Window d'Alma De Groen, hybridation de théâtre historique et de science-fiction philosophique[15]. La première a eu lieu au Fairfax Studio de Melbourne en février 1998[16].
- Hubert-Félix Thiéfaine rend hommage à Anna Akhmatova dans la chanson Fièvre résurrectionnelle issue de l'album Suppléments de mensonge sorti en 2011[17].
- Marina Tsvétaïéva dédie à Akhmatova un poème daté du 19 juin 1916, dans le recueil Insomnie.
- Nadejda Mandelstam écrit en 1966 un livre de souvenirs intitulé Sur Anna Akhmatova [18].
- Une lecture du Requiem est créée en 2019 sur la chaîne YouTube Le Mock, avec la comédienne Vinora Epp, la dessinatrice Jeanne Ruelle et la musicienne Fishbach, accessible en ligne.
- En 2020, toute une semaine d’émissions radiophoniques (série de cinq épisodes d'une heure cinquante) lui a été consacrée sur France Culture[6].
- Un astéroïde est nommé (3067) Akhmatova en son honneur.